# 约瑟夫·维尔特
卡爾·约瑟夫·维尔特（德語：Karl Joseph Wirth，1879年9月6日—1956年1月3日）是德國威瑪共和時期的一名政治家，所屬政黨為中央黨，於1921年至隔年期間擔任總理一職，為德國史上最年輕的總理。
| 前任： 康斯坦丁·费伦巴赫 | 魏玛共和国總理 1921年—1922年 | 繼任： 威廉·古诺 |